# Sabá
Shabat (do hebraico שבת, shabāt; shabos ou shabes na pronúncia asquenazita, "descanso/inatividade"), também grafado como sabá (português brasileiro) ou sabat (português europeu), é o dia de descanso semanal no judaísmo, simbolizando o sétimo dia no Gênesis, após os seis dias da Criação. É observado a partir do pôr-do-sol da sexta-feira até ao pôr-do-sol do sábado. O exato momento de início e final do shabat varia de semana para semana e de lugar para lugar, de acordo com o horário do pôr-do-sol.
A observância do Shabat na religião judaica implica abster-se de atividades laborais, muitas vezes com grande rigor, e se engajar em atividades repousantes para dignificar o dia.
O shabat atualmente é observado tanto por mandamentos positivos, como as três refeições festivas (jantar de sexta-feira, almoço de sábado e refeição de final de tarde no sábado), e restrições. As atividades proibidas no Shabat derivam de 39 ações básicas (melachot, livremente traduzido como "trabalhos") que são descritas pelo Talmud a partir de fontes bíblicas.
Mas outras religiões, como, por exemplo, os adventistas do sétimo dia, baseiam-se na Bíblia e ensinam a guardar o sábado de forma diferente dos judeus no aspecto de seguir leis bíblicas. "A Igreja Adventista do Sétimo Dia reconhece o sábado como sinal distintivo de lealdade a Deus (Êx 20:8-11; 31:13-17; Ez 20:12, 20), cuja observância é pertinente a todos os seres humanos em todas as épocas e lugares (Is 56:1-7; Mc 2:27). Quando Deus “descansou” no sétimo dia da semana da criação, Ele também “santificou” e “abençoou” esse dia (Gn 2:2, 3), separando-o para uso sagrado e transformando-o  num canal de bênçãos para a humanidade."

## Etimologia
A palavra hebraica שבת, shabāt, tem relação com o verbo שבת, shavāt, que significa "cessar", "parar". Apesar de ser vista quase universalmente como "descanso" ou um "período de descanso", uma tradução mais literal seria "cessação", com o sentido de "parar o trabalho". Portanto, Shabat é o dia de cessação do trabalho; enquanto que descanso é implícito, mas não é uma denotação da palavra em si. Por exemplo, a palavra em hebraico para "greve" é shevita, que vem da mesma raiz hebraica que Shabat, e tem a mesma implicação, nominalmente que trabalhadores em greve se abstenham ativamente do trabalho, ao invés de passivamente.
Shabat é a fonte para o termo em português Sábado e para a palavra que denomina esse dia da semana em algumas outras línguas. A palavra "sabático" – referindo-se ao ano sabático na Bíblia ou ao ano que uma pessoa tira sem trabalhar, especialmente no mundo acadêmico –  também vem dessa raiz.

## Fonte bíblica

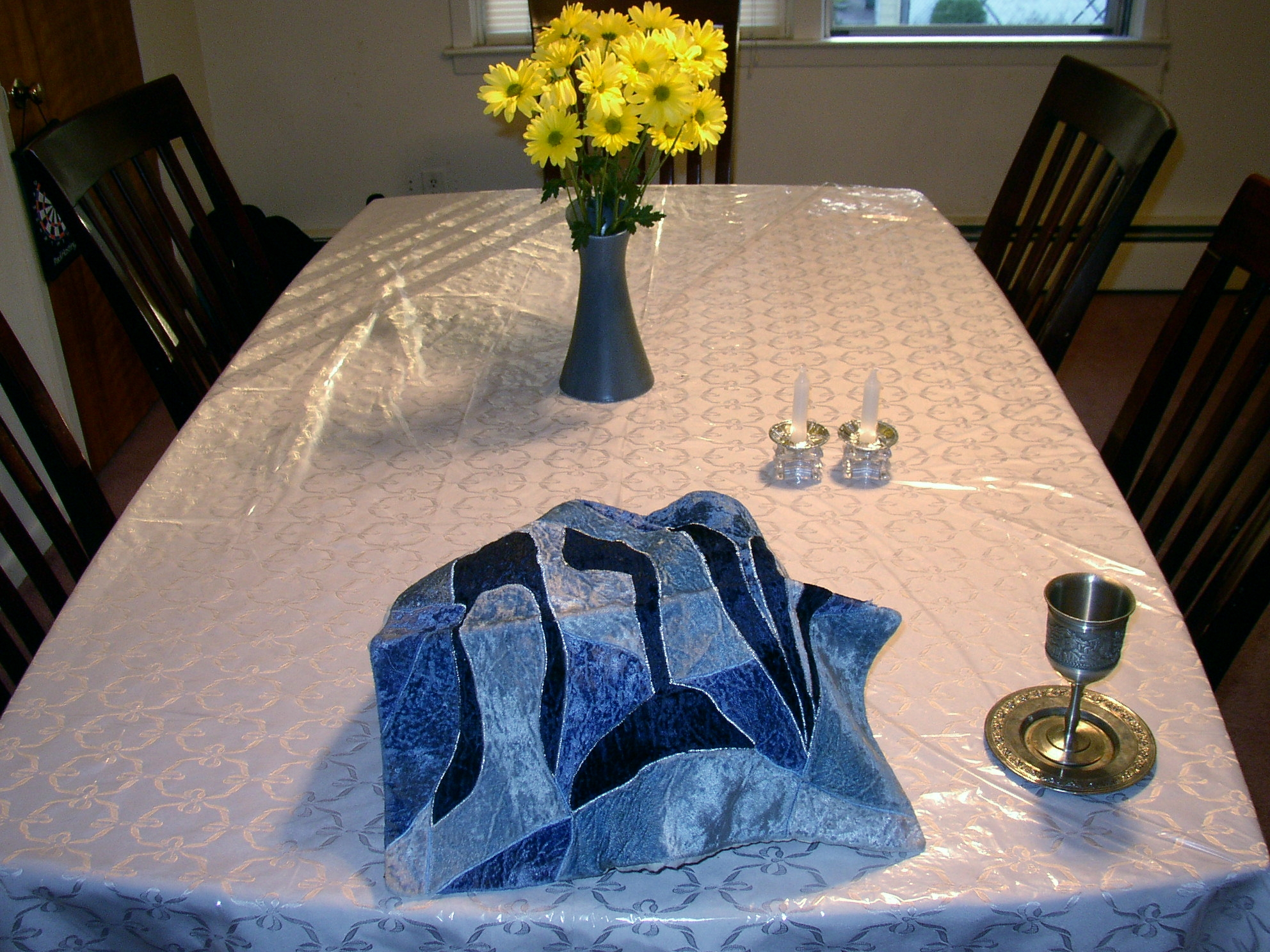
Mesa de shabat preparada para o kidush.

O estatuto especial do Shabat como dia sagrado aparece no Tanakh:
| “ | E Deus abençoou o sétimo dia e o santificou porque nele se absteve de todo o Seu trabalho que Deus havia criado para completar seus feitos. | ” |

O Shabat é introduzido com a declaração que o trabalho dos céus e da terra foram completos, e que eles permanecem perante nós em seu estado final pretendido de perfeição harmoniosa. Então Deus proclamou Seu Shabat. Essa passagem, que também é utilizada como o primeiro parágrafo do kidush de Shabat, proclama que Deus é o Criador que trouxe o universo à existência em seis dias e descansou no sétimo. A observância de Israel (o povo judeu) das leis de Shabat constituem um testemunho devoto disso.
Apesar de o estatuto sagrado do dia ser indicado em Gênesis 2:3, nenhuma obrigação surge diretamente desse estatuto. O verdadeiro mandamento para observar o Shabat é mencionado diversas vezes no Tanach e todos eles surgem após o Êxodo do Egito. O primeiro mandamento relacionado ao Shabat é o quarto dos Dez Mandamentos (Êxodo 20:8-10 e Deuteronômio 5:12-14).

## Estatuto como dia sagrado
O Tanakh e o Sidur (livro judaico de orações) descrevem o Shabat como tendo três propósitos:
1. A comemoração da redenção da escravidão dos israelitas do antigo Egito;
2. A comemoração das criações do universo de Deus;
3. Uma pequena experiência do mundo na Era Messiânica.

## Definição
No Tanakh, a ordem de um dia de descanso é dada diretamente por Deus, após os seis dias de criação:
"Assim os céus, a terra e todo o seu exército foram acabados. E havendo Deus acabado no dia sétimo a obra que fizera, descansou no sétimo dia de toda a sua obra, que tinha feito. E abençoou Deus o dia sétimo, e o santificou; porque nele descansou de toda a sua obra que Deus criara e fizera".
Sua observância é considerada de extrema importância, aparecendo como o quarto dos Dez Mandamentos.
"Lembra-te do dia do sábado, para o santificar. Seis dias trabalharás, e farás toda a tua obra. Mas o sétimo dia é o sábado do Senhor teu Deus; não farás nenhuma obra, nem tu, nem teu filho, nem tua filha, nem o teu servo, nem a tua serva, nem o teu animal, nem o teu estrangeiro, que está dentro das tuas portas. Porque em seis dias fez o Senhor os céus e a terra, o mar e tudo que neles há, e no sétimo dia descansou; portanto abençoou o Senhor o dia do sábado e o santificou".
A tradição judaica acredita que um dia inicia com o pôr-do-sol e termina com o pôr-do-sol seguinte, pelo que o shabat se inicia com o pôr-do-sol da sexta-feira comum e termina com o pôr-do-sol do sábado comum.
Em algumas ocasiões a palavra Shabat refere-se à lei de Shemitá, a feriados judaicos ou a uma semana de dias, dependendo do contexto mas sempre associado a um período de cessação de trabalho.

## Atividades proibidas noShabat
Segundo o Talmude (Mishná Shabat 7,2), são 39 as atividades que são proibidas de se fazer durante todo o Shabat. Excepcionalmente, contudo, em caso de risco de morte, quaisquer das proibições podem ser deixadas de lado, eis que o valor mais caro ao judaísmo é a vida. Dizem os sábios que essas tarefas foram aquelas realizadas durante a construção do Tabernáculo.

## Shabatot especiais
Os Shabatot especiais são associados com festas judaicas importantes que eles precedem. Por exemplo, Shabat HaGadol, que é o Shabat antes de Pessach, Shabat Zachor que é o Shabat antes de Purim, e Shabat Teshuvá que é o Shabat antes de Yom Kipur.

## Restrições aos gentios
O Eterno ordenou exclusivamente aos judeus que observassem o Shabat: "E os filhos de Israel guardarão o Shabat" ou "O Shabat será um sinal entre Mim (O Criador) e Vós (povo judeu)". Assim sendo, os gentios (goym) estão proibidos de guardá-lo, pois se o fazem estão transgredindo a Lei, atribuindo para si o título de "filho(a) de Israel" sem de fato o ser e cometendo Avodah Zarah (idolatria), pois estão adorando ao Criador de um modo que ele não determinou. Um não-judeu que “descansar” no Shabat é passível de pena capital, a não ser que seja peregrino entre os filhos de Israel       (Talmude Babilônico - Sanhedrin 58 b - 59 a). Isso destinava-se a não impedir que os gentios, que servissem os judeus, pudessem executar as tarefas que estavam vedadas aos seus patrões nesse dia feriado.